# Lars Herrmann
Lars Herrmann (nascido em 12 de abril de 1977) é um polícia alemão e político da Alternativa para a Alemanha (AfD) e desde 2017 membro do Bundestag, o órgão legislativo federal. Ele faz parte da ala nacionalista do seu partido.

## Vida e política
Hermann nasceu em 1977 na cidade de Leisnig, na Alemanha Oriental, e tornou-se polícia na Polícia Federal (Bundespolizei).
Ele tornou-se membro do bundestag após as eleições federais alemãs de 2017.
Em 2019, Herrmann e alguns outros políticos da AfD assinaram uma carta, na qual foi pedido ao líder da ala de direita Björn Höcke que se concentrar na sua posição legitimada como presidente da AfD da Turíngia e não dividir todo o partido em todo o país.